# Fredric Brown
Fredric William Brown (* 29. Oktober 1906 in Cincinnati, Ohio; † 11. März 1972 in Tucson, Arizona; Schreibweise auch: Frederic oder Frederick Brown) war ein US-amerikanischer Science-Fiction- und Krimi-Autor.

## Biografie
Fredric Brown wuchs als einziges Kind von S. Karl Lewis Brown, einem Journalisten, und Emma Amelia Brown (geborene Graham) in Cincinnati auf. Seine Mutter starb 1920, als er vierzehn Jahre alt war. Im nächsten Jahr starb auch sein Vater. Danach lebte Fredric Brown bis zur Beendigung der High School 1922 bei der Familie eines Freundes. Nach der Schule arbeitete er als Büroangestellter in einer Firma, die 1924 geschlossen wurde. Er übernahm verschiedene Gelegenheitsjobs und studierte 1927 ein Semester lang Englisch, Geschichte und Religion am Hanover College in Hanover, Indiana. Ein weiteres Studium an der University of Cincinnati brach er 1928 ab. 1929 heiratete er Helen Ruth Brown. Sie zogen 1930 nach Milwaukee, Wisconsin, und bekamen zwei Söhne. Mit verschiedenen kurzen Anstellungen versuchte Fredric Brown, die Familie über Wasser zu halten. 1936 begann er, humoristische Kurzgeschichten für Fachzeitschriften zu schreiben. In The American Printer erschien zehn Jahre lang eine Kolumne von Brown. Von 1936 bis 1945 arbeitete er mit Unterbrechungen als Korrektor. Daneben veröffentlichte er weiterhin Kurzgeschichten, zunehmend auch für die Pulp-Magazine, hauptsächlich Krimis, aber auch Western und Science Fiction. Seine erste Detektivgeschichte, Monday’s an Off Night, verkaufte er 1938. Seine erste Science-Fiction-Geschichte, Not Yet the End, wurde 1941 im Magazin Captain Future veröffentlicht.
Seine Geschichten waren oft grotesk, satirisch und skurril und hatten häufig die Länge eines erweiterten Witzes. So beschreibt z. B. Das Ende einen Professor, der eine Zeitmaschine für Reisen in die Vergangenheit erfunden hat. Die Geschichte geht bis zu dem Punkt, an dem der Professor den Knopf der Maschine drückt, worauf die ganze Geschichte noch einmal Wort für Wort rückwärts bis zum Anfang wiederholt wird.
Dank der vielen Kurzgeschichten steigerte sich allmählich der Bekanntheitsgrad von Fredric Brown. Sein erster langer Kriminalroman Hunters erste Jagd wurde 1948 als bestes Krimi-Debüt mit einem Edgar Award ausgezeichnet. Darin sucht der junge Ed Hunter mit Hilfe seines Onkels Ambrose den Mörder seines Vaters. Das Buch war der Auftakt einer Reihe von Romanen und Geschichten um die Hunters aus Chicago.
Nach seinem ersten Romanerfolg wurde Fredric Brown zum Vollzeit-Schriftsteller. Neben der Hunter-Reihe und anderen Krimis schrieb er hauptsächlich Science-Fiction-Literatur. Des Weiteren schrieb er auch Drehbücher für Alfred Hitchcocks Fernsehserie.
Einige seiner Geschichten wurden verfilmt, so z. B. Die schwarze Statue oder die Kurzgeschichte Arena, die die Grundlage der gleichnamigen Star-Trek-Episode bildete.
1947 ließ sich Brown von seiner ersten Frau scheiden und heiratete im darauffolgenden Jahr Elizabeth Charlier. Die beiden wechselten häufig den Wohnort. Fredric Brown hatte immer wieder Probleme mit Allergien und Asthma. In der Hoffnung auf ein günstigeres Klima zog das Ehepaar 1954 nach Tucson, Arizona. Die Gesundheit von Fredric Brown verschlechterte sich ständig, und er hatte Alkoholprobleme. 1963 erschien sein letzter Roman, 1965 seine letzte Kurzgeschichte. Am 11. März 1972 starb Fredric Brown im Alter von 65 Jahren.
2012 erhielt Brown postum den Cordwainer Smith Rediscovery Award für vergessene oder nicht mehr hinreichend gewürdigte Science-Fiction-Autoren.

## Fredric Browns kürzeste SF-Kurzgeschichte
Fredric Brown verdichtete einen Text von Thomas Bailey Aldrich auf kaum mehr zu unterbietende Kürze:
The last man on earth sat alone in a room. There was a knock on the door ...
„Der letzte Mann auf Erden saß allein in einem Zimmer. Da klopfte es an der Tür ...“
Diese Geschichte bildet den Ausgangspunkt für die weit längere Geschichte Klopf, klopf!, die im Buch Das verlorene Paradox enthalten ist.

## Auszeichnungen
- 1989 Interzone Readers Poll in der Kategorie „All-Time Best Sf Author“
- 2006 Premio Ignotus für Ven y enloquece y otros cuentos de marcianos (Übersetzung von From These Ashes: The Complete Short SF of Fredric Brown) in der Kategorie „Mejor antología“ (beste Sammlung)
- 2012 Cordwainer Smith Rediscovery Award

## Bibliografie
Wird bei Übersetzungen von Kurzgeschichten als Quelle nur Titel und Jahr angegeben, so findet sich die vollständige Angabe bei der entsprechenden Sammelausgabe.

### Serien und Zyklen
Die Serien sind nach dem Erscheinungsjahr des ersten Teils geordnet.
Mitkey (Kurzgeschichten)
- 1 The Star Mouse (in: Planet Stories, Spring 1942; auch: Mitkey Astromouse, 1971)
  - Deutsch: Maicki Astromaus. Übersetzt von Uwe Friesel. In: Maicki Astromaus. Middelhauve, Köln 1970. Auch als: Die Sternenmaus. Übersetzt von Leni Sobez. In: Die besten SF-Stories von Fredric Brown. Moewig, München 1981, ISBN 3-8118-2016-8. Auch als: Der Sternenmäuserich. Übersetzt von Eva Malsch. In: Isaac Asimov und Martin H. Greenberg (Hrsg.): Die besten Stories von 1942. Moewig (Playboy Science Fiction #6717), München 1981, ISBN 3-8118-6717-2.
- 2 Mitkey Rides Again (in: Planet Stories, November 1950)

Ed & Am Hunter (Romane)
- 1 The Fabulous Clipjoint (1947)
  - Deutsch: Hunters erste Jagd. Übersetzt von Gisela Kirst-Tinnefeld. Bastei Lübbe (Schwarze Serie #19101), Bergisch Gladbach 1987, ISBN 3-404-19101-3.
- 2 The Dead Ringer (1948)
  - Deutsch: Zwerge sterben halb so schwer. Übersetzt von Hans Maeter. Heyne Krimi #1410, München 1970. Auch als: In den Strassen von Chicago. Übersetzt von Gisela Kirst-Tinnefeld. Bastei Lübbe (Schwarze Serie #19104), 1987, ISBN 3-404-19104-8.
- 3 The Bloody Moonlight (1949; auch: Murder In Moonlight, 1950)
- 4 Compliments of a Fiend (1950)
  - Deutsch: Die Detektive von Chicago. Übersetzt von Gisela Kirst-Tinnefeld. Bastei Lübbe (Schwarze Serie #19110), 1987, ISBN 3-404-19110-2.
- 5 Death Has Many Doors (1951)
  - Deutsch: Der Tod in Chicago. Übersetzt von Gisela Kirst-Tinnefeld. Bastei Lübbe (Schwarze Serie #19122), 1988, ISBN 3-404-19122-6.
- 6 The Late Lamented (1959)
- 7 Mrs. Murphy’s Underpants (1963)
  - Deutsch: Der schwarze Engel von Chicago. Übersetzt von Gisela Kirst-Tinnefeld. Bastei Lübbe (Schwarze Serie #19170), 1992, ISBN 3-404-19170-6.

Deutsche Sammelausgabe:
- Chicago Blues : Drei Thriller : Die ersten drei Bände der klassischen Serie um Ed und Am Hunter. Übersetzt von Gisela Kirst-Tinnefeld. Bastei Lübbe (Schwarze Serie #19169), 1992, ISBN 3-404-19169-2.

Crag (Kurzgeschichten)
- Gateway to Darkness (in: Super Science Stories, November 1949)
- Gateway to Glory (in: Amazing Stories, October 1950)

Two Timer (Kurzgeschichten)
- 1 Experiment (in: Galaxy Science Fiction, February 1954)
  - Deutsch: Das Experiment. Übersetzt von Wulf H. Bergner. In: Galaxis Science Fiction, #1. Moewig, 1958.
- 2 Sentry (in: Galaxy Science Fiction, February 1954)
  - Deutsch: Der Posten. In: Galaxis Science Fiction, #1. Moewig, 1958.
- Two Timer (2009, Kurzroman)

Great Lost Discoveries (Kurzgeschichten)
- 1 Great Lost Discoveries I – Invisibility (1961, in: Fredric Brown: Nightmares and Geezenstacks)
  - Deutsch: Große verlorengegangene Entdeckungen I – Unsichtbarkeit. In: Fredric Brown: Albträume. 1963.
- 2 Great Lost Discoveries II – Invulnerability (1961, in: Fredric Brown: Nightmares and Geezenstacks)
  - Deutsch: Große verlorengegangene Entdeckungen II – Unverwundbarkeit. In: Fredric Brown: Albträume. 1963.
- 3 Great Lost Discoveries III – Immortality (1961, in: Fredric Brown: Nightmares and Geezenstacks; auch: Immortality, 1966)
  - Deutsch: Große verlorengegangene Entdeckungen III – Unsterblichkeit. In: Fredric Brown: Albträume. 1963.

Carter Monk (Kurzgeschichten)
- The Cheese on Stilts (2017, in: Fredric Brown: Murder Draws a Crowd)
- Footprints on the Ceiling (2017, in: Fredric Brown: Murder Draws a Crowd)

Carey Rix (Kurzgeschichten)
- Client Unknown (2017, in: Fredric Brown: Murder Draws a Crowd)
- The Strange Sisters Strange (2017, in: Fredric Brown: Murder Draws a Crowd)

V.O.N. Munchdriller (Kurzgeschichten)
- Munchdriller’s Vacuum Vengeance… (2017, in: Fredric Brown: Murder Draws a Crowd)
- V.O.N. Munchdriller Does It the Otter Way! (2017, in: Fredric Brown: Murder Draws a Crowd)
- V.O.N. Munchdriller Drills a Portable Well… (2017, in: Fredric Brown: Murder Draws a Crowd)
- V.O.N. Munchdriller …Fights Fire with Fizz… (2017, in: Fredric Brown: Murder Draws a Crowd)
- V.O.N. Munchdriller Finds a Cold Answer to a Hot Problem (2017, in: Fredric Brown: Murder Draws a Crowd)
- V.O.N. Munchdriller Gets Water (2017, in: Fredric Brown: Murder Draws a Crowd)
- V.O.N. Munchdriller Harnesses a Thunderbolt (2017, in: Fredric Brown: Murder Draws a Crowd)
- V.O.N. Munchdriller Saves ’Ozzie’ from Digging Clear to China (2017, in: Fredric Brown: Murder Draws a Crowd)
- V.O.N. Munchdriller Sinks First Horizontal Well Known to History (2017, in: Fredric Brown: Murder Draws a Crowd)
- V.O.N. Munchdriller Solves a Problem (2017, in: Fredric Brown: Murder Draws a Crowd)

William Z. Williams (Kurzgeschichten)
- Bear with Us (2017, in: Fredric Brown: Murder Draws a Crowd)
- Business Is Booming (2017, in: Fredric Brown: Murder Draws a Crowd)
- But You Never Know (2017, in: Fredric Brown: Murder Draws a Crowd)
- Everything Is Ducky (2017, in: Fredric Brown: Murder Draws a Crowd)
- Hex Marks the Spot (2017, in: Fredric Brown: Murder Draws a Crowd)
- Hot Air Rises (2017, in: Fredric Brown: Murder Draws a Crowd)
- Nothing Is Impossible (2017, in: Fredric Brown: Murder Draws a Crowd)
- Something May Happen (2017, in: Fredric Brown: Murder Draws a Crowd)
- This Will Surprise You (2017, in: Fredric Brown: Murder Draws a Crowd)
- Wait and Pray (2017, in: Fredric Brown: Murder Draws a Crowd)
- We’ve Tried Everything! (2017, in: Fredric Brown: Murder Draws a Crowd)
- The Worst is Yet to Come (2017, in: Fredric Brown: Murder Draws a Crowd)

### Romane
- Murder Can Be Fun (1948; auch: A Plot for Murder, 1949)
- What Mad Universe (1949)
  - Deutsch: Das andere Universum. Übersetzt von Rainer Eisfeld. Moewig (Terra Sonderband #6), München 1958. Auch als: Das andere Universum. Übersetzt von Werner Gronwald. Heyne SF&F #3215, München 1970, DNB 456204547.
- The Screaming Mimi (1949)
  - Deutsch: Der Ripper von Chicago : Kriminalroman. Übersetzt von Gudrun Voigt. Erich Pabel (Pabel Taschenbuch #180), Rastatt 1965, DNB 450642267. Auch als: Die schwarze Statue. Übersetzt von Gudrun Voigt. Diogenes (detebe #22526), Zürich 1992, ISBN 3-257-22526-1.
- Here Comes a Candle (1950)
- The Far Cry (1951)
- Night of the Jabberwock (1951)
- The Deep End (1952)
- We All Killed Grandma (1952)
  - Deutsch: Wir haben Oma umgebracht Kriminalroman. Übersetzt von Elisabeth Böhm. Heyne (Heyne Kriminalroman #1429), München 1971, DNB 456204539.
- Madball (1953)
- The Lights in the Sky Are Stars (1953; auch: Project Jupiter, 1954)
  - Deutsch: Lockende Sterne. Übersetzt von Bert Koeppen. Erich Pabel (Utopia-Großband #86), Rastatt 1958. Auch als: Sternfieber. Übersetzt von Walter Spiegl. Ullstein (Ullstein 2000 #34 – 2925), Berlin 1972, ISBN 3-548-02925-6.
- His Name Was Death (1954)
  - Deutsch: Darius, der Letzte : Kriminal-Thriller. Übersetzt von Ellen Blauert. Heyne (Heyne Kriminalroman #1372), München 1969, DNB 456204504.
- Martians, Go Home (1954)
  - Deutsch: Die grünen Teufel vom Mars. Übersetzt von Herbert Roch. Gebrüder Weiss, Berlin 1959.
- The Wench Is Dead (1955)
- The Lenient Beast (1956)
- Rogue in Space (1957)
  - Deutsch: Einzelgänger des Alls. Übersetzt von Robert Arol. Moewig (Terra-Sonderband #75), München 1963.
- One for the Road (1958)
  - Deutsch: Der Steckbrief im Safe : Kriminalroman. Übersetzt von Wolfgang L. Hausmann. Pegasus, Wetzlar 1961, DNB 450642305.
- The Office (1958)
- Knock Three-One-Two (1959)
  - Deutsch: Klopfzeichen Drei-Eins-Zwei : Kriminalroman. Übersetzt von Peter Th. Clemens. Heyne (Heyne Kriminalroman #1122), München 1964, DNB 450642224.
- The Mind Thing (in: Fantastic Universe, March 1960)
  - Deutsch: Der Unheimliche aus dem All. Übersetzt von Wulf H. Bergner. Heyne SF&F #3050, 1965, DNB 450642275.
- The Murderers (1961)
  - Deutsch: Venus in Schwarz : Kriminalroman. Übersetzt von Beate von Schwarze. Heyne (Heyne Kriminalroman #1140), München 1964, DNB 450642283.
- The Five Day Nightmare (1962)

### Sammlungen
- Space on My Hands (1951)
  - Deutsch: Sehnsucht nach der grünen Erde und andere Stories. Übersetzt von Helmuth W. Mommers. Moewig (Terra Sonderband #94), München 1965.
- Mostly Murder (1953)
- Angels and Spaceships (1954; auch: Star Shine, 1956)
- Honeymoon in Hell (1958)
  - Deutsch: Flitterwochen in der Hölle. Übersetzt von Wulf H. Bergner. Moewig (Terra Sonderband #71), München 1963. Auch als: Flitterwochen in der Hölle und andere Schauer- und Science-fiction-Geschichten. Übersetzt von B. A. Egger. Diogenes (detebe #192), Zürich 1979, ISBN 3-257-20600-3.
- Nightmares and Geezenstacks (1961)
  - Deutsch: Albträume. Übersetzt von B. A. Egger. Hunna, Wien 1963. Auch als: Alpträume. Heyne SF&F #3046, München 1965, DNB 450642291. Teilweise enthalten in: Der engelhafte Angelwurm : 26 absonderliche Geschichten. Mit Illustrationen von Peter Neugebauer unter Verwendung von Zeichnungen von Ludwig Richter und Julius Schnorr von Carolsfeld. Übersetzt von B. A. Egger. Diogenes, Zürich 1966, DNB 456204490. Neuausgabe unter dem Titel: Gesammelte Schauer- und Science-Fiction-Geschichten. Diogenes, Zürich 1972, ISBN 3-257-00922-4.
- The Shaggy Dog and Other Murders (1963)
- Daymares (1968)
- Paradox Lost and Twelve Other Great Science Fiction Stories (1973)
  - Deutsch: Das verlorene Paradox Phantastische Geschichten. Hrsg. und mit einem Nachwort von René Oth. Übersetzt von Joachim Körber. Luchterhand (Sammlung Luchterhand #610), Darmstadt und Neuwied 1986, ISBN 3-472-61610-5.
- The Best of Fredric Brown (1977)
  - Deutsch: Die besten SF-Stories von Fredric Brown. Übersetzt von Leni Sobez. Moewig (Bibliothek Science Fiction), München 1981, ISBN 3-8118-2016-8.
- The Best Short Stories of Fredric Brown (1982)
- Night of the Jabberwock / The Screaming Mimi / Knock One-Two-Three / The Fabulous Clipjoint (1983, Sammelausgabe)
- Before She Kills (1984)
- Homicide Sanitarium (1984)
- The Case of the Dancing Sandwiches (1985)
- The Freak Show Murders (1985)
- Madman’s Holiday (1985)
- Thirty Corpses Every Thursday (1986)
- Pardon My Ghoulish Laughter (1986)
- Sex Life on the Planet Mars (1986)
- Red Is the Hue of Hell (1986)
- And the Gods Laughed (1987)
- Nightmare in Darkness (1987)
- Brother Monster (1987)
- Who Was That Blonde I Saw You Kill Last Night? (1988)
- Three-Corpse Parlay (1988)
- Selling Death Short (1988)
- Whispering Death (1989)
- The Water-Walker (1990)
- Happy Ending (1990; mit Mack Reynolds)
- The Pickled Punks (1991)
- The Gibbering Night (1991)
- From These Ashes: The Complete Short SF of Fredric Brown (2001)
- Martians and Madness: The Complete SF Novels of Fredric Brown (2002)
- Daymare and Other Tales from the Pulps (2007)
- Madball (2008)
- Miss Darkness: The Great Short Crime Fiction of Fredric Brown (2012)

Fredric Brown Megapack
- 1 The Fredric Brown Megapack: 33 Classic Tales of Science Fiction and Fantasy (2013)
- 2 The Second Fredric Brown Megapack: 27 Classic Science Fiction Stories (2014)

Fredric Brown Mystery Library
- 1 Murder Draws a Crowd (2017)
- 2 Death in the Dark (2017)

### Kurzgeschichten
1941
- Not Yet the End (in: Captain Future, Winter 1941)
  - Deutsch: Noch einmal davongekommen. Übersetzt von B. A. Egger. In: Fredric Brown: Albträume. 1963. Auch als: Noch nicht das Ende. Übersetzt von Leni Sobez. In: Die besten SF-Stories von Fredric Brown. 1981. Auch als: Aufgeschoben. Übersetzt von Heinz Nagel. In: Brian W. Aldiss und Wolfgang Jeschke (Hrsg.): Titan 20. Heyne SF&F #3991, 1983, ISBN 3-453-30926-X.
- Armageddon (in: Unknown Fantasy Fiction, August 1941)
  - Deutsch: Armageddon. In: Donald R. Bensen (Hrsg.): Straße der Verdammnis. Erich Pabel (Terra Fantasy #66), 1979. Auch als: Der Entscheidungskampf. Übersetzt von Leni Sobez. In: Die besten SF-Stories von Fredric Brown. 1981.

1942
- Clue in Blue (in: Thrilling Mystery, January 1942)
- Etaoin Shrdlu (in: Unknown Worlds, February 1942)
  - Deutsch: Etaoin Shrdlu. Übersetzt von Leni Sobez. In: Die besten SF-Stories von Fredric Brown. 1981.
- Starvation (in: Astounding Science-Fiction, September 1942; auch: Runaround, 1961)
  - Deutsch: Sie lassen einen ins Leere laufen. Übersetzt von B. A. Egger. In: Fredric Brown: Albträume. 1963.
- The New One (in: Unknown Worlds, October 1942)
  - Deutsch: Der Neue. Übersetzt von Joachim Körber. In: Fredric Brown: Das verlorene Paradox. 1986.
- The Santa Claus Murders (in: Detective Story Magazine, October 1942)
- Star Mouse (1942)
  - Deutsch: Die Sternenmaus. Übersetzt von Leni Sobez. In: Die besten SF-Stories von Fredric Brown. 1981.

1943
- The Angelic Angleworm (in: Unknown Worlds, February 1943)
  - Deutsch: Der engelhafte Angelwurm. Übersetzt von B. A. Egger. In: Fredric Brown: Der engelhafte Angelwurm. Diogenes, 1966.
- The Hat Trick (in: Unknown Worlds, February 1943)
- Market for Murder (in: The Shadow, May 1943)
- The Geezenstacks (in: Weird Tales, September 1943)
  - Deutsch: Die Giesenstecks. Übersetzt von B. A. Egger. In: Fredric Brown: Albträume. 1963.
- Paradox Lost (in: Astounding Science-Fiction, October 1943)
  - Deutsch: Das verlorene Paradox. Übersetzt von Joachim Körber. In: Fredric Brown: Das verlorene Paradox. 1986.
- Daymare (in: Thrilling Wonder Stories, Fall 1943)
  - Deutsch: Alptraum bei Tage. Übersetzt von Rosemarie Hundertmarck. In: Isaac Asimov und Martin H. Greenberg (Hrsg.): Die besten Stories von 1943. Moewig (Playboy Science Fiction #6724), 1982, ISBN 3-8118-6724-5.

1944
- And the Gods Laughed (in: Planet Stories, Spring 1944)
- Nothing Sirius (in: Captain Future, Spring 1944)
  - Deutsch: Nichts-Sirius. Übersetzt von Helmuth W. Mommers. In: Fredric Brown: Sehnsucht nach der grünen Erde und andere Stories. 1965. Auch als: Kein Sirius. Übersetzt von Leni Sobez. In: Die besten SF-Stories von Fredric Brown. 1981. Auch als: Nicht Siriös. Übersetzt von Joachim Körber. In: Fredric Brown: Das verlorene Paradox. 1986.
- The Yehudi Principle (in: Astounding Science Fiction, May 1944)
  - Deutsch: Das Jehudi-Prinzip. Übersetzt von Leni Sobez. In: Die besten SF-Stories von Fredric Brown. 1981.
- Arena (in: Astounding Science Fiction, June 1944)
  - Deutsch: Arena. In: Utopia-Science-Fiction-Magazin, #19. Pabel, 1958. Auch als: Das Duell. Übersetzt von Wulf H. Bergner. In: Fredric Brown: Flitterwochen in der Hölle. 1963. Auch gekürzt als: Duell im All. In: Renate Wriedt (Hrsg.): Das Beste aus Reader’s Digest 1982 / 5. Das Beste, 1982.
- The Jabberwocky Murders (in: Thrilling Mystery, Summer 1944)

1945
- The Waveries (in: Astounding Science Fiction, January 1945)
- Pi in the Sky (in: Thrilling Wonder Stories, Winter 1945)
  - Deutsch: Zeichen am Himmel. Übersetzt von Leni Sobez. In: Die besten SF-Stories von Fredric Brown. 1981.

1946
- Placet Is a Crazy Place (in: Astounding Science Fiction, May 1946)
  - Deutsch: Placet ist ein irrer Ort. Übersetzt von B. A. Egger. In: Hanna Bautze (Hrsg.): Placet ist ein irrer Ort. Aare #209, 1966, ISBN 3-7260-0209-X.

1947
- Don’t Look Behind You (in: Ellery Queen’s Mystery Magazine, May 1947)

1948
- What Mad Universe (in: Startling Stories, September 1948)
- Knock (in: Thrilling Wonder Stories, December 1948)
  - Deutsch: Die Welt des Todes. Übersetzt von Helmuth W. Mommers. In: Fredric Brown: Sehnsucht nach der grünen Erde und andere Stories. 1965. Auch als: Es klopft. Übersetzt von Leni Sobez. In: Isaac Asimov, Martin H. Greenberg und Charles G. Waugh (Hrsg.): Der letzte Mensch auf Erden. Heyne SF&F #4074, 1981, ISBN 3-453-31038-1. Auch als: Ein Klopfen an der Tür. Übersetzt von Leni Sobez. In: Die besten SF-Stories von Fredric Brown. 1981. Auch als: Klopf, klopf! Übersetzt von Joachim Körber. In: Fredric Brown: Das verlorene Paradox. 1986.

1949
- All Good BEMs (in: Thrilling Wonder Stories, April 1949)
  - Deutsch: Alle braven Bems. Übersetzt von Helmuth W. Mommers. In: Fredric Brown: Sehnsucht nach der grünen Erde und andere Stories. 1965.
- Murder and Matilda (in: Mystery Book Magazine, Summer 1949)
- Mouse (in: Thrilling Wonder Stories, June 1949)
  - Deutsch: Nur eine Maus. Übersetzt von Wulf H. Bergner. In: Fredric Brown: Flitterwochen in der Hölle. 1963.
- Come and Go Mad (in: Weird Tales, July 1949)
  - Deutsch: Napoleon 1964. Übersetzt von Helmuth W. Mommers. In: Fredric Brown: Sehnsucht nach der grünen Erde und andere Stories. 1965. Auch als: Der Napoleon-Komplex. Übersetzt von Leni Sobez. In: Peter Haining (Hrsg.): Visionen des Grauens. Erich Pabel (Vampir Taschenbuch #2), 1973. Auch als: Komm und werd verrückt. Übersetzt von Leni Sobez. In: Die besten SF-Stories von Fredric Brown. 1981.
- Crisis, 1999 (in: Ellery Queen’s Mystery Magazine, August 1949)
- Letter to a Phoenix (in: Astounding Science Fiction, August 1949)
  - Deutsch: An dich, den Phönix. Übersetzt von Helmuth W. Mommers und Hubert Straßl. In: Martin Greenberg (Hrsg.): 8 Science Fiction-Stories. Heyne-Anthologien #8, 1964. Auch als: Brief an einen Phönix. Übersetzt von Leni Sobez. In: Die besten SF-Stories von Fredric Brown. 1981.

1950
- The Last Train (in: Weird Tales, January 1950)
  - Deutsch: Der letzte Zug. Übersetzt von Joachim Körber. In: Fredric Brown: Das verlorene Paradox. 1986.
- Vengeance, Unlimited (in: Super Science Stories, July 1950; auch: Vengeance Fleet, 1961)
  - Deutsch: Die Vergeltungsflotte. In: Fredric Brown: Albträume. 1963.
- From These Ashes … (in: Amazing Stories, August 1950; auch: Entity Trap, 1961)
  - Deutsch: Bewußtseins-Falle. In: Fredric Brown: Albträume. 1963.
- The Undying Ones (in: Super Science Stories, September 1950; auch: Obedience, 1973)
  - Deutsch: Gehorsam. Übersetzt von Joachim Körber. In: Fredric Brown: Das verlorene Paradox. 1986.
- The Frownzly Florgels (in: Other Worlds Science Stories, October 1950)
- The Last Martian (in: Galaxy Science Fiction, October 1950)
  - Deutsch: Der letzte Marsianer. Übersetzt von Wulf H. Bergner. In: Utopia-Science-Fiction-Magazin, #15. Pabel, 1958.
- Honeymoon in Hell (in: Galaxy Science Fiction, November 1950)
  - Deutsch: Flitterwochen in der Hölle. Übersetzt von Wulf H. Bergner. In: Fredric Brown: Flitterwochen in der Hölle. 1963.
- Six-Legged Svengali (in: Worlds Beyond, December 1950; mit Mack Reynolds)
- Honeymoon in Hell (1950)
  - Deutsch: Flitterwochen in der Hölle. Übersetzt von B. A. Egger. In: Fredric Brown: Flitterwochen in der Hölle. 1963.
- Vengeance Fleet (1950)
  - Deutsch: Die Vergeltungsflotte. Übersetzt von B. A. Egger. In: Fredric Brown: Alpträume. 1963.

1951
- Dark Interlude (in: Galaxy Science Fiction, January 1951; mit Mack Reynolds)
  - Deutsch: Vorurteile. Übersetzt von Jesco von Puttkamer. In: Utopia-Science-Fiction-Magazin, #18. Pabel, 1958. Auch als: Dunkles Zwischenspiel. Übersetzt von B. A. Egger. In: Fredric Brown: Albträume. 1963.
- Man of Distinction (in: Thrilling Wonder Stories, February 1951)
  - Deutsch: Ein ganz durchschnittlicher Mann. Übersetzt von Wulf H. Bergner. In: Fredric Brown: Flitterwochen in der Hölle. 1963. Auch als: Ein Mann von Ruf. In: Fredric Brown: Der engelhafte Angelwurm. Diogenes, 1966.
- The Switcheroo (in: Other Worlds Science Stories, March 1951; mit Mack Reynolds)
- The Weapon (in: Astounding Science Fiction, April 1951)
  - Deutsch: Die Waffe. Übersetzt von Wulf H. Bergner. In: Fredric Brown: Flitterwochen in der Hölle. 1963. Auch als: Die Superwaffe. Übersetzt von Hans-Ulrich Nichau. In: Terry Carr (Hrsg.): Die Superwaffe. Goldmanns Weltraum Taschenbücher #095, 1968.
- Garrigan’s Bems (in: Planet Stories, May 1951; auch: Cartoonist, 1961; mit Mack Reynolds)
  - Deutsch: Vorsicht bei Karikaturen. Übersetzt von B. A. Egger. In: Fredric Brown: Albträume. 1963.
- Something Green (1951, in: Fredric Brown: Space on My Hands)
  - Deutsch: Sehnsucht nach der grünen Erde. Übersetzt von Helmuth W. Mommers. In: Fredric Brown: Sehnsucht nach der grünen Erde und andere Stories. 1965. Auch als: Etwas Grünes. Übersetzt von Joachim Körber. In: Fredric Brown: Das verlorene Paradox. 1986.
- The Dome (in: Thrilling Wonder Stories, August 1951)
  - Deutsch: Die Kuppel. Übersetzt von Wulf H. Bergner. In: Fredric Brown: Flitterwochen in der Hölle. 1963.
- A Word from Our Sponsor (in: Other Worlds Science Stories, September 1951)
  - Deutsch: Werbefunk. Übersetzt von Wulf H. Bergner. In: Fredric Brown: Flitterwochen in der Hölle. 1963. Auch als: Eine Durchsage unserer Direktion. Übersetzt von B. A. Egger. In: Fredric Brown: Der engelhafte Angelwurm. Diogenes, 1966.
- The Gamblers (in: Startling Stories, November 1951; mit Mack Reynolds)
- The Hatchetman (in: Amazing Stories, December 1951; mit Mack Reynolds)
- The Case of the Dancing Sandwiches (1951)

1952
- Me and Flapjack and the Martians (in: Astounding Science Fiction, December 1952; mit Mack Reynolds)
  - Deutsch: Schlappohr und die Marsianer. Übersetzt von B. A. Egger. In: Fredric Brown: Alpträume. 1963.
- The Robot, the Girl, the Poet, and the Android (Theaterstück, in: Orb, V3 #1, 1952; mit Fritz Leiber und Judith Merril)

1953
- The Pickled Punks (in: The Saint Detective Magazine, June/July 1953)
- Rustle of Wings (in: The Magazine of Fantasy and Science Fiction, August 1953)
- Hall of Mirrors (in: Galaxy Science Fiction, December 1953)
  - Deutsch: Eine Art Unsterblichkeit. Übersetzt von Lothar Heinecke. In: Lothar Heinecke (Hrsg.): Galaxis Science Fiction 5. Moewig, 1958. Auch als: Die Halle der Spiegel. Übersetzt von Leni Sobez. In: Die besten SF-Stories von Fredric Brown. 1981.

1954
- Keep Out (in: Amazing Stories, March 1954)
  - Deutsch: Betreten verboten. Übersetzt von Wulf H. Bergner. In: Fredric Brown: Flitterwochen in der Hölle. 1963.
- Answer (1954, in: Fredric Brown: Angels and Spaceships)
  - Deutsch: Die Antwort. Übersetzt von Leni Sobez. In: Die besten SF-Stories von Fredric Brown. 1981. Auch als: Du sollst dir kein Bild machen – Übersetzt von Tony Westermayr. In: Isaac Asimov, Joseph D. Olander und Martin H. Greenberg (Hrsg.): Feuerwerk der SF. Goldmann (Edition '84: Die positiven Utopien #8), 1984, ISBN 3-442-08408-3.
- Daisies (1954, in: Fredric Brown: Angels and Spaceships)
- Double Whammy (in: Beyond Fantasy Fiction, September 1954)
- Martians, Go Home! (in: Astounding Science Fiction, September 1954)
- Naturally (in: Beyond Fantasy Fiction, September 1954)
  - Deutsch: Mit Recht. Übersetzt von Wulf H. Bergner. In: Fredric Brown: Flitterwochen in der Hölle. 1963.
- Pattern (1954, in: Fredric Brown: Angels and Spaceships)
  - Deutsch: Beispiel. Übersetzt von B. A. Egger. In: Diogenes-Katastrophenkollektiv (Hrsg.): Weltuntergangsgeschichten. Diogenes, 1966, ISBN 3-257-00945-3. Auch als: Muster. Übersetzt von Leni Sobez. In: Die besten SF-Stories von Fredric Brown. 1981. Auch als: Schädlingsbekämpfung. Übersetzt von Tony Westermayr. In: Isaac Asimov, Joseph D. Olander und Martin H. Greenberg (Hrsg.): Feuerwerk der SF. Goldmann (Edition '84: Die positiven Utopien #8), 1984, ISBN 3-442-08408-3.
- Politeness (1954, in: Fredric Brown: Angels and Spaceships)
- Preposterous (1954, in: Fredric Brown: Angels and Spaceships)
  - Deutsch: Einfach lächerlich! Übersetzt von Lothar Heinecke. In: Lothar Heinecke (Hrsg.): Galaxis Science Fiction 8. Moewig Galaxis #8, 1958.
- Reconciliation (1954, in: Fredric Brown: Angels and Spaceships)
  - Deutsch: Versöhnung. Übersetzt von Leni Sobez. In: Die besten SF-Stories von Fredric Brown. 1981.
- Search (1954, in: Fredric Brown: Angels and Spaceships)
- Sentence (1954, in: Fredric Brown: Angels and Spaceships)
  - Deutsch: Die letzte Nacht. In: Gerhard Rump (Hrsg.): Anabis 3. Privatdruck, 1962.
- Solipsist (1954, in: Fredric Brown: Angels and Spaceships)
  - Deutsch: Der Solipsist. Übersetzt von B. A. Egger. In: Fredric Brown: Der engelhafte Angelwurm. Diogenes, 1966.
- Voodoo (in: Beyond Fantasy Fiction, September 1954)
  - Deutsch: Voodoo. Übersetzt von Wilhelm Olbrich. In: Wilhelm Olbrich (Hrsg.): Fantasy & SF Fandom 6. Privatdruck, 1960. Auch als: Zauberlehrling. Übersetzt von Wulf H. Bergner. In: Fredric Brown: Flitterwochen in der Hölle. 1963. Auch als: Wudu. Übersetzt von B. A. Egger. In: Fredric Brown: Der engelhafte Angelwurm. Diogenes, 1966.
- Keep Out (1954)
  - Deutsch: Betreten verboten. Übersetzt von Wulf H. Bergner. In: Fredric Brown: Flitterwochen in der Hölle. 1963.

1955
- Blood (in: The Magazine of Fantasy and Science Fiction, February 1955)
  - Deutsch: Blut. Übersetzt von Wulf H. Bergner. In: Jürgen Molthof (Hrsg.): Space Times 4. Privatdruck, 1960. Auch als: Was man von Runkelrüben sagt, ist ja bekannt. Übersetzt von Tony Westermayr. In: Isaac Asimov, Joseph D. Olander und Martin H. Greenberg (Hrsg.): Feuerwerk der SF. Goldmann (Edition '84: Die positiven Utopien #8), 1984, ISBN 3-442-08408-3.
- Millennium (in: The Magazine of Fantasy and Science Fiction, March 1955)
- Too Far (in: The Magazine of Fantasy and Science Fiction, September 1955)
- First Time Machine (1955)
  - Deutsch: Die erste Zeitmaschine. Übersetzt von Wulf H. Bergner. In: Fredric Brown: Flitterwochen in der Hölle. 1963.
- Imagine (1955)
  - Deutsch: Stell dir vor! Übersetzt von B. A. Egger. In: Fredric Brown: Alpträume. 1963.
- Jaycee (1955)
  - Deutsch: J. C. Übersetzt von B. A. Egger. In: Fredric Brown: Albträume. Hunna, 1963. Auch als: Pago. Übersetzt von B. A. Egger. In: Fredric Brown: Alpträume. 1965. Auch als: Jaycee. Übersetzt von Leni Sobez. In: Die besten SF-Stories von Fredric Brown. 1981.

1957
- Expedition (in: The Magazine of Fantasy and Science Fiction, February 1957)
  - Deutsch: Die Expedition. Übersetzt von B. A. Egger. In: Fredric Brown: Albträume. 1963.
- Happy Ending (in: Fantastic Universe, September 1957; mit Mack Reynolds)

1958
- Unfortunately (in: The Magazine of Fantasy and Science Fiction, October 1958)
  - Deutsch: Das Mißverständnis. Übersetzt von B. A. Egger. In: Fredric Brown: Alpträume. 1963.

1959
- Nasty (in: Playboy, April 1959)
  - Deutsch: Koboldgeist. Übersetzt von Mortimer Colvin. In: Michel Parry (Hrsg.): Raritäten aus des Teufels Küche. Pabel (Vampir Taschenbuch #34), 1976. Auch als: Schmutzig. Übersetzt von Frauke Meier. In: Mike Ashley (Hrsg.): Hokus, Pokus, Hexenschuß. Bastei-Lübbe Fantasy #20451, 2002, ISBN 3-404-20451-4.
- Rope Trick (1959)
  - Deutsch: Seiltrick. Übersetzt von Frauke Meier. In: Mike Ashley (Hrsg.): Hokus, Pokus, Hexenschuß. Bastei-Lübbe Fantasy #20451, 2002, ISBN 3-404-20451-4.

1960
- Abominable (in: The Dude, March 1960)
  - Deutsch: Der Yeti. In: Fredric Brown: Albträume. 1963. Auch als: Abscheulich. Übersetzt von Erik Simon. In: Erik Simon und Friedel Wahren (Hrsg.): Schöne Bescherungen. Heyne (Allgemeine Reihe #13284), 2000, ISBN 3-453-18272-3.
- Bear Possibility (in: The Dude, March 1960)
- Recessional (in: The Dude, March 1960)
  - Deutsch: Morgen im Stadion. Übersetzt von B. A. Egger. In: Fredric Brown: Alpträume. 1963.
- The Power (in: Galaxy Magazine, April 1960; auch: Rebound, 1961)
  - Deutsch: Zurückgegeben. Übersetzt von B. A. Egger. In: Fredric Brown: Albträume. 1963.
- Earthmen Bearing Gifts (in: Galaxy Magazine, June 1960; auch: Contact, 1961)
  - Deutsch: Der Kontakt. In: Fredric Brown: Albträume. 1963. Auch als: Das Danaergeschenk. In: Science Fiction: Five Stories = Science Fiction: Fünf Geschichten. dtv zweisprachig, 1976, ISBN 3-423-09061-8. Auch als: Die Gaben der Irdischen. Übersetzt von Leni Sobez. In: Die besten SF-Stories von Fredric Brown. 1981.
- Granny’s Birthday (in: Alfred Hitchcock’s Mystery Magazine, June 1960)
  - Deutsch: Omas Geburtstag. Übersetzt von B. A. Egger. In: Fredric Brown: Albträume. 1963.
- The House (in: Fantastic Science Fiction Stories, August 1960)

1961
- Of Time and Eustace Weaver (in: Ellery Queen’s Mystery Magazine, June 1961)
- Bright Beard (1961, in: Fredric Brown: Nightmares and Geezenstacks)
  - Deutsch: Rotbart. Übersetzt von B. A. Egger. In: Fredric Brown: Albträume. 1963.
- Cat Burglar (1961, in: Fredric Brown: Nightmares and Geezenstacks)
  - Deutsch: Er stahl nur Katzen. Übersetzt von B. A. Egger. In: Fredric Brown: Albträume. 1963.
- Dead Letter (1961, in: Fredric Brown: Nightmares and Geezenstacks)
  - Deutsch: Brief aus dem Jenseits. Übersetzt von B. A. Egger. In: Fredric Brown: Albträume. 1963.
- Death on the Mountain (1961, in: Fredric Brown: Nightmares and Geezenstacks)
- The End (1961, in: Fredric Brown: Nightmares and Geezenstacks; auch: Nightmare in Time, 1962)
  - Deutsch: Das Ende. Übersetzt von B. A. Egger. In: Fredric Brown: Albträume. 1963. Auch als: Was kann man sagen man kann was? Übersetzt von Tony Westermayr. In: Isaac Asimov, Joseph D. Olander und Martin H. Greenberg (Hrsg.): Feuerwerk der SF. Goldmann (Edition '84: Die positiven Utopien #8), 1984, ISBN 3-442-08408-3.
- Fatal Error (1961, in: Fredric Brown: Nightmares and Geezenstacks)
  - Deutsch: Fatal. Übersetzt von B. A. Egger. In: Fredric Brown: Albträume. 1963.
- Fish Story (1961, in: Fredric Brown: Nightmares and Geezenstacks)
  - Deutsch: Des Meeres und der Liebe Wellen. Übersetzt von B. A. Egger. In: Fredric Brown: Alpträume. 1963. Auch als: Fisch-Story. Übersetzt von B. A. Egger. In: Fredric Brown: Der engelhafte Angelwurm. Diogenes, 1966.
- Hobbyist (1961, in: Fredric Brown: Nightmares and Geezenstacks)
  - Deutsch: Sein Hobby. Übersetzt von B. A. Egger. In: Fredric Brown: Albträume. 1963.
- Horse Race (1961, in: Fredric Brown: Nightmares and Geezenstacks)
- The Joke (1961, in: Fredric Brown: Nightmares and Geezenstacks)
  - Deutsch: Der Scherz. Übersetzt von B. A. Egger. In: Fredric Brown: Albträume. 1963.
- The Little Lamb (1961, in: Fredric Brown: Nightmares and Geezenstacks)
  - Deutsch: Lämmchen. Übersetzt von B. A. Egger. In: Fredric Brown: Albträume. 1963.
- Murder in Ten Easy Lessons (1961, in: Fredric Brown: Nightmares and Geezenstacks)
  - Deutsch: Mord leichtgemacht, in zehn Lektionen. Übersetzt von B. A. Egger. In: Fredric Brown: Albträume. 1963.
- Nightmare in Blue (1961, in: Fredric Brown: Nightmares and Geezenstacks)
  - Deutsch: Albtraum in Blau. Übersetzt von B. A. Egger. In: Fredric Brown: Albträume. 1963. Auch als: Alptraum in Blau. Übersetzt von B. A. Egger. In: Fredric Brown: Alpträume. 1963.
- Nightmare in Gray (1961, in: Fredric Brown: Nightmares and Geezenstacks)
  - Deutsch: Albtraum in Grau. Übersetzt von B. A. Egger. In: Fredric Brown: Albträume. 1963. Auch als: Alptraum in Grau. Übersetzt von B. A. Egger. In: Fredric Brown: Alpträume. 1963.
- Nightmare in Green (1961, in: Fredric Brown: Nightmares and Geezenstacks)
  - Deutsch: Albtraum in Grün. Übersetzt von B. A. Egger. In: Fredric Brown: Albträume. 1963. Auch als: Alptraum in Grün. Übersetzt von B. A. Egger. In: Fredric Brown: Alpträume. 1963.
- Nightmare in Red (1961, in: Fredric Brown: Nightmares and Geezenstacks)
  - Deutsch: Albtraum in Rot. Übersetzt von B. A. Egger. In: Fredric Brown: Albträume. 1963. Auch als: Alptraum in Rot. Übersetzt von B. A. Egger. In: Fredric Brown: Alpträume. 1963.
- Nightmare in White (1961, in: Fredric Brown: Nightmares and Geezenstacks)
  - Deutsch: Albtraum in Weiß. Übersetzt von B. A. Egger. In: Fredric Brown: Albträume. 1963. Auch als: Alptraum in Weiß. Übersetzt von B. A. Egger. In: Fredric Brown: Alpträume. 1963.
- Nightmare in Yellow (1961, in: Fredric Brown: Nightmares and Geezenstacks)
  - Deutsch: Albtraum in Gelb. Übersetzt von B. A. Egger. In: Fredric Brown: Albträume. 1963. Auch als: Alptraum in Gelb. Übersetzt von B. A. Egger. In: Fredric Brown: Alpträume. 1963.
- The Ring of Hans Carvel (1961, in: Fredric Brown: Nightmares and Geezenstacks)
  - Deutsch: Der Ring des Hans Carvel. Übersetzt von Erik Simon. In: Peter Haining (Hrsg.): Gefährliche Possen. Heyne SF&F #5909, 1997, ISBN 3-453-13343-9. Auch als: Der Ring von Hans Carvel. Übersetzt von Frauke Meier. In: Mike Ashley (Hrsg.): Hokus, Pokus, Hexenschuß. Bastei-Lübbe Fantasy #20451, 2002, ISBN 3-404-20451-4.
- Second Chance (1961, in: Fredric Brown: Nightmares and Geezenstacks)
  - Deutsch: Morgen im Stadion. In: Fredric Brown: Alpträume. Heyne SF&F #3046, 1965.
- Three Little Owls (A Fable) (1961, in: Fredric Brown: Nightmares and Geezenstacks)
  - Deutsch: Drei kleine Eulen. In: Fredric Brown: Albträume. 1963.
- The Short Happy Lives of Eustace Weaver (1961)
  - Deutsch: Die kurzen glücklichen Leben des Eustace Weaver. Übersetzt von B. A. Egger. In: Fredric Brown: Albträume. 1963. Auch als: Die kurzen vergnügten Leben von Eustace Weaver. Übersetzt von Leni Sobez. In: Die besten SF-Stories von Fredric Brown. 1981.
- Three Little Owls (1961)
  - Deutsch: Drei kleine Eulen. Übersetzt von B. A. Egger. In: Fredric Brown: Alpträume. 1963.

1962
- Puppet Show (in: Playboy, November 1962)
  - Deutsch: Vorurteile. Übersetzt von Robert Bergmann. In: Thomas Landfinder (Hrsg.): Welt ohne Horizont. Arena SF #3729, 1975, ISBN 3-401-03729-3. Auch als: Marionettentheater. Übersetzt von Joachim Körber. In: Fredric Brown: Das verlorene Paradox. 1986.
- Aelurophobe (1962)
  - Deutsch: Aelurophobie. Übersetzt von Joachim Körber. In: Fredric Brown: Das verlorene Paradox. 1986.

1963
- Double Standard (in: Playboy, April 1963)
  - Deutsch: Zweierlei Maß. Übersetzt von Joachim Körber. In: Fredric Brown: Das verlorene Paradox. 1986.
- It Didn’t Happen (in: Playboy, October 1963)
  - Deutsch: Es ist nicht passiert. Übersetzt von Joachim Körber. In: Fredric Brown: Das verlorene Paradox. 1986.
- Beware of the Dog (1963, in: Fredric Brown: The Shaggy Dog and Other Murders)
- Good Night, Good Knight (1963, in: Fredric Brown: The Shaggy Dog and Other Murders)
- Life and Fire (1963, in: Fredric Brown: The Shaggy Dog and Other Murders)
- Little Boy Lost (1963, in: Fredric Brown: The Shaggy Dog and Other Murders)
- Nothing Sinister (1963, in: Fredric Brown: The Shaggy Dog and Other Murders)
- Satan One-and-a-Half (1963, in: Fredric Brown: The Shaggy Dog and Other Murders)
- The Shaggy Dog Murders (1963, in: Fredric Brown: The Shaggy Dog and Other Murders)
- Teacup Trouble (1963, in: Fredric Brown: The Shaggy Dog and Other Murders)
- Tell ’em, Pagliaccio! (1963, in: Fredric Brown: The Shaggy Dog and Other Murders)
- Whistler’s Murder (1963, in: Fredric Brown: The Shaggy Dog and Other Murders)

1965
- Eine Kleine Nachtmusik (in: The Magazine of Fantasy and Science Fiction, June 1965; mit Carl Onspaugh)
  - Deutsch: Eine kleine Nachtmusik. Übersetzt von Joachim Körber. In: Fredric Brown: Das verlorene Paradox. 1986.

1966
- Das Urteil. Übersetzt von B. A. Egger. In: Fredric Brown: Der engelhafte Angelwurm. Diogenes, 1966.

1971
- Mitkey Astromouse (1971)
  - Deutsch: Maicki Astromaus. In: Maicki Astromaus. Middelhauve, 1970.

1973
- Ten Percenter (1973, in: Fredric Brown: Paradox Lost and Twelve Other Great Science Fiction Stories)
  - Deutsch: Der Zehnprozenter. Übersetzt von Joachim Körber. In: Fredric Brown: Das verlorene Paradox. 1986.

1981
- The Spherical Ghoul (1981, in: Bill Pronzini (Hrsg.): The Arbor House Necropolis)

1986
- Death is a White Rabbit (1986, in: Charles G. Waugh, Martin H. Greenberg und Frank D. McSherry Jr. (Hrsg.): Strange Maine)
- How Tagrid Got There (1986, in: Fredric Brown: Sex Life on the Planet Mars)

1991
- Human Interest Story (1991, in: Fredric Brown: The Pickled Punks)

2001
- The Devil Times Three (2001, in: Mike Ashley (Hrsg.): The Mammoth Book of Awesome Comic Fantasy)

2004
- Your Name in Gold (in: High Adventure, #74 January 2004)

2008
- The Greatest Poem Ever Written (2008, in: Fredric Brown: Madball)

2010
- Cry Silence (2010, in: Otto Penzler (Hrsg.): The Black Lizard Big Book of Black Mask Stories)

2012
- The Cat from Siam (2012, in: Fredric Brown: Miss Darkness: The Great Short Crime Fiction of Fredric Brown)
- The Djinn Murder (2012, in: Fredric Brown: Miss Darkness: The Great Short Crime Fiction of Fredric Brown)
- Get Out of Town (2012, in: Fredric Brown: Miss Darkness: The Great Short Crime Fiction of Fredric Brown)
- Handbook for Homicide (2012, in: Fredric Brown: Miss Darkness: The Great Short Crime Fiction of Fredric Brown)
- I’ll Cut Your Throat Again, Kathleen (2012, in: Fredric Brown: Miss Darkness: The Great Short Crime Fiction of Fredric Brown)
- Light and Fire (2012, in: Fredric Brown: Miss Darkness: The Great Short Crime Fiction of Fredric Brown)
- Little Apple Hard to Peel (2012, in: Fredric Brown: Miss Darkness: The Great Short Crime Fiction of Fredric Brown)
- A Little White Lye (2012, in: Fredric Brown: Miss Darkness: The Great Short Crime Fiction of Fredric Brown)
- A Matter of Death (2012, in: Fredric Brown: Miss Darkness: The Great Short Crime Fiction of Fredric Brown)
- Miss Darkness (2012, in: Fredric Brown: Miss Darkness: The Great Short Crime Fiction of Fredric Brown)
- Moon Over Murder (2012, in: Fredric Brown: Miss Darkness: The Great Short Crime Fiction of Fredric Brown)

2017
- Big-League Larceny (2017, in: Fredric Brown: Murder Draws a Crowd)
- Big-Top Doom (2017, in: Fredric Brown: Murder Draws a Crowd)
- Blood of the Dragon (2017, in: Fredric Brown: Murder Draws a Crowd)
- Bloody Murder (2017, in: Fredric Brown: Murder Draws a Crowd)
- Bullet for Bullet (2017, in: Fredric Brown: Murder Draws a Crowd)
- The Discontented Cows (2017, in: Fredric Brown: Murder Draws a Crowd)
- Fugitive Imposter (2017, in: Fredric Brown: Murder Draws a Crowd)
- Herbie Rides His Hunch (2017, in: Fredric Brown: Murder Draws a Crowd)
- Here Comes the Hearse (2017, in: Fredric Brown: Murder Draws a Crowd)
- The King Comes Home (2017, in: Fredric Brown: Murder Draws a Crowd)
- Listen to the Mocking Bird (2017, in: Fredric Brown: Murder Draws a Crowd)
- The Little Green Men (2017, in: Fredric Brown: Murder Draws a Crowd)
- The Moon for a Nickel (2017, in: Fredric Brown: Murder Draws a Crowd)
- Murder at 10:15 (2017, in: Fredric Brown: Murder Draws a Crowd)
- Murder Draws a Crowd (2017, in: Fredric Brown: Murder Draws a Crowd)
- Number-Bug (2017, in: Fredric Brown: Murder Draws a Crowd)
- The Prehistoric Clue (2017, in: Fredric Brown: Murder Draws a Crowd)
- Selling Death Short (2017, in: Fredric Brown: Murder Draws a Crowd)
- Six-Gun Song (2017, in: Fredric Brown: Murder Draws a Crowd)
- Star Spangled Night (2017, in: Fredric Brown: Murder Draws a Crowd)
- The Stranger from Trouble Valley (2017, in: Fredric Brown: Murder Draws a Crowd)
- There Are Blood Stains in the Alley (2017, in: Fredric Brown: Murder Draws a Crowd)
- Thirty Corpses Every Thursday (2017, in: Fredric Brown: Murder Draws a Crowd)
- Town Wanted (2017, in: Fredric Brown: Murder Draws a Crowd)
- Trouble Comes Double (2017, in: Fredric Brown: Murder Draws a Crowd)
- Trouble in a Teacup (2017, in: Fredric Brown: Murder Draws a Crowd)
- Twenty Gets You Plenty (2017, in: Fredric Brown: Murder Draws a Crowd)
- Wheels Across the Night (2017, in: Fredric Brown: Murder Draws a Crowd)
- You’ll End Up Burning! (2017, in: Fredric Brown: Murder Draws a Crowd)

### Anthologien
- Science-Fiction Carnival (1953; mit Mack Reynolds)

## Episoden von Fernsehserien
Alfred Hitchcock präsentiert
- The Cream of the Jest (Staffel 2, Episode 24)
- The Night the World Ended (Staffel 2, Episode 31)
- The Dangerous People (Staffel 2, Episode 39)
- The Human Interest Story (Staffel 4, Episode 32)
- Curtains for Me (Staffel 4, Episode 34)

Alfred Hitchcock zeigt
- Der Mann vom anderen Planeten (Staffel 2, Episode 7)

Tales of Tomorrow
- The Last Man on Earth (Staffel 1, Episode 5)[1]
- Age of Peril (Staffel 1, Episode 20)[1]

Geschichten aus der Schattenwelt
- Das Puppenhaus (Staffel 3, Episode 6)

Raumschiff Enterprise
- Ganz neue Dimensionen (Staffel 1, Episode 18)

The Outer Limits
- Fun and Games (Staffel 1, Episode 27)[2]